# 栗谷村
栗谷村（くりたにむら）は、広島県佐伯郡にあった村。現在の大竹市の一部にあたる。

## 地理
- 河川：木野川（小瀬川）、玖島川[1]

## 歴史
- 1889年（明治22年）4月1日、町村制の施行により、佐伯郡大栗林村、小栗林村、後原村、奥谷尻村、谷和村が合併して村制施行し、栗谷村が発足[1][2]。役場を大字大栗林に設置し、1892年（明治25年）大字小栗林に移転した[1]。
- 1928年（昭和3年）電灯点灯[1]。
- 1944年（昭和19年）下ケ原に軍用飛行場が建設され、20戸が耕地を接収され集団移転を行った[1]。
- 1954年（昭和29年）9月1日、佐伯郡玖波町、小方町、大竹町、友和村の一部（松ケ原）と合併し、市制施行し大竹市を新設して廃止された[1][2]。

## 産業
- 農業、薪、製炭、製糸、養蚕[1]。